# Костичево
Костиче́во (каз. Костычево) — село у складі Жаркаїнського району Акмолинської області Казахстану. Адміністративний центр Костичевського сільського округу.
Населення — 331 особа (2021; 478 у 2009, 551 у 1999, 748 у 1989).
Національний склад станом на 1989 рік:
- росіяни — 50 %.